# Liste der Fernstraßen in Belarus
Das Fernstraßennetz von Belarus steht in seiner Systematisierung in der Nachfolge des Fernstraßennetzes der Sowjetunion. Die Höchste Straßenkategorie ist mit einem M für Magistrale sowie einer Nummer gekennzeichnet. Bei der nächsthöheren steht vor der Nummer ein R (kyrillisch P) für Respublikanskija automabilnyja dorohi (Рэспубліканскія аўтамабільныя дарогі), „Republiksautostraße(n)“.

## Magistralen
Man unterscheidet in der Nummerierung nicht zwischen einfachen Schnellstraßen und Autobahnen. Die Magistralen gehen sternförmig vom Zentrum Minsk aus, die wichtigste Fernstraße verbindet als Teil der Fernstraße Berlin – Moskau (Europastraße 30) im belarussischen Abschnitt Brest über Minsk und Orscha mit der russischen Grenze. Seit 1. Juli 2013 sind sie teilweise mautpflichtig.

### Autobahnen
Belarus hat nur zwei autobahnartige Schnellstraßen. Das sind die 4-spurige M1 zwischen Kobryn (M10) und Orscha und der 6-spurige Autobahnring um Minsk M9.

### Übrige Magistralen

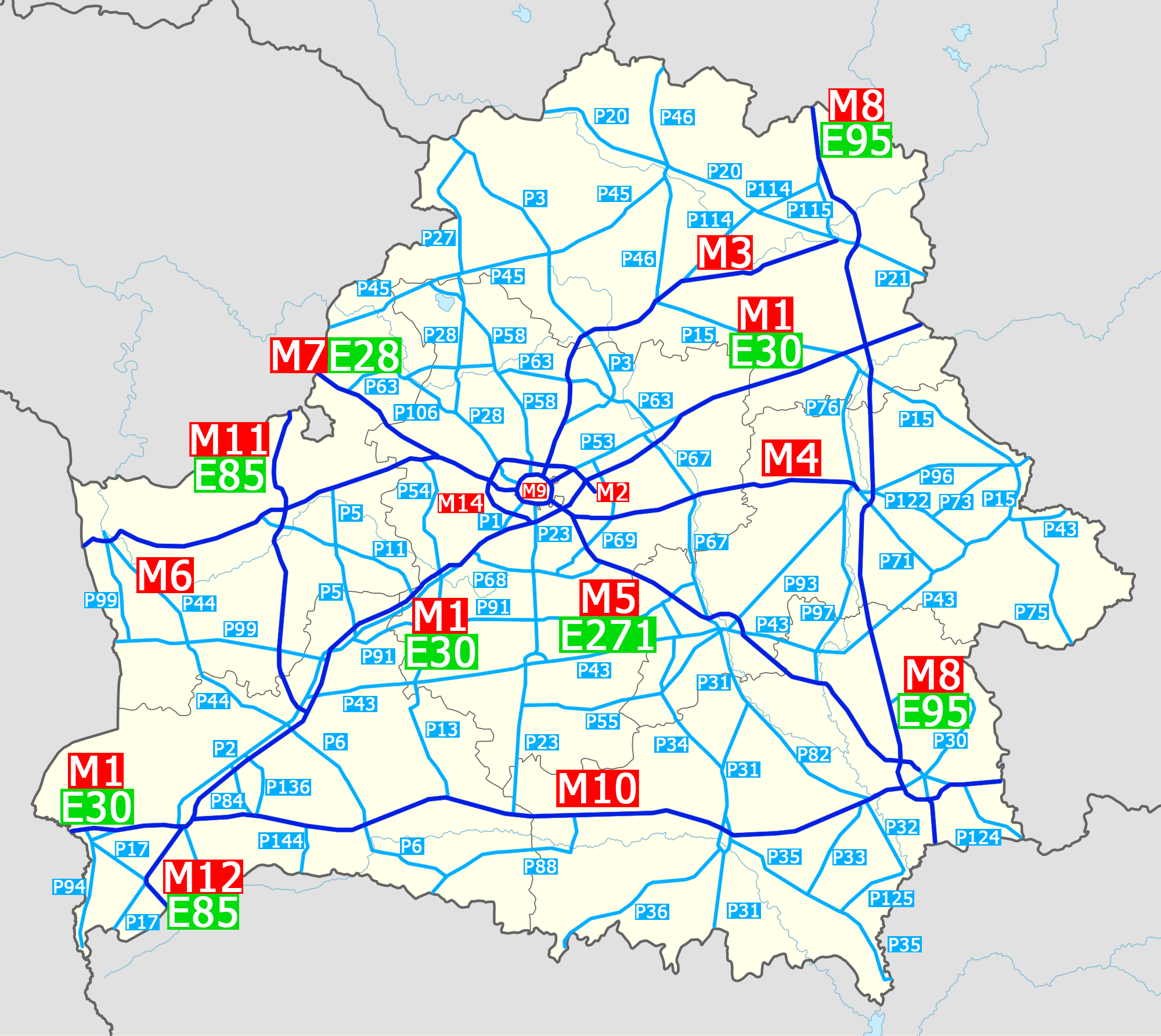
Karte der Fernstraßen in Belarus

| Kurz | Name | Verlauf | Länge                  |
| ---- | ---- | --- | ---------------------- |
| M1   | M1   | weiter als Grenze nach Polen – Brest – Minsk – Orscha – Grenze nach Russland                                   | 611 km                 |
| M2   | M2   | Minsk – Flughafen Minsk                                                                                        | 34 km                  |
| M3   | M3   | Minsk – Lepel – Wizebsk                                                                                        | 253 km                 |
| M4   | M4   | Minsk – Mahiljou                                                                                               | 182 km                 |
| M5   | M5   | Minsk – Babruisk – Homel                                                                                       | 296 km                 |
| M6   | M6   | Minsk – Hrodna                                                                                                 | 262 km                 |
| M7   | M7   | Minsk – Aschmjany – Grenze nach Litauen weiter als                                                             | 139 km                 |
| M8   | M8   | weiter als Grenze nach Russland – Hurki – Wizebsk – Orscha – Mahiljou – Homel – Grenze nach Ukraine weiter als | 465 km                 |
| M9   | M9   | Minsk-Autobahnring (MKAD)                                                                                      | 56,2 km                |
| M10  | M10  | Brest – Pinsk – Masyr – Homel – Grenze nach Russland M13                                                       | 526 km                 |
| M11  | M11  | – Slonim – Lida – Grenze nach Litauen weiter als                                                               | 191 km                 |
| M12  | M12  | Kobryn – Makrany – Grenze nach Ukraine weiter als                                                              | 55 km                  |
| M14  | M14  | Minsk-Autobahnring 2 (MKAD-2)                                                                                  | 27 km (geplant 159 km) |

## Sonstige Republiksstraßen
Außer den Magistralen gibt es 149 Republiksstraßen. Sie verbinden Städte und stadtartige Siedlungen miteinander.